# Menguszfalvi-völgy
A Menguszfalvi-völgy (szlovákul Mengusovská dolina) a legnagyobb és legszebb völgyek egyike a Magas-Tátra déli oldalán, Szlovákiában.
A völgyben lévő Poprádi-tóhoz két út vezet; az egyik a Tátrai villamosvasút (tátravillamos) Poprádi-tó megállójától, a másik a Csorba-tótól. Tájszépség szempontjából a második út a hálásabb, amely a Trigan és a Pátria alatt halad a Bástyák gerincén. Amikor az út kiér az erdőből, elbűvölő kilátás nyílik az Omladék-völgyre (Zlomisková dolina) és a kettős ormú Tátra-csúcs (Vysoká) koronájára. Közvetlen szomszédjai, a Roth Márton-csúcs (Český štit), a Déchy-csúcs (Dračí štit) és az Omladék-völgyitorony (Ošarpance) egészítik ki csodaszép alakját.

## Helyrajz

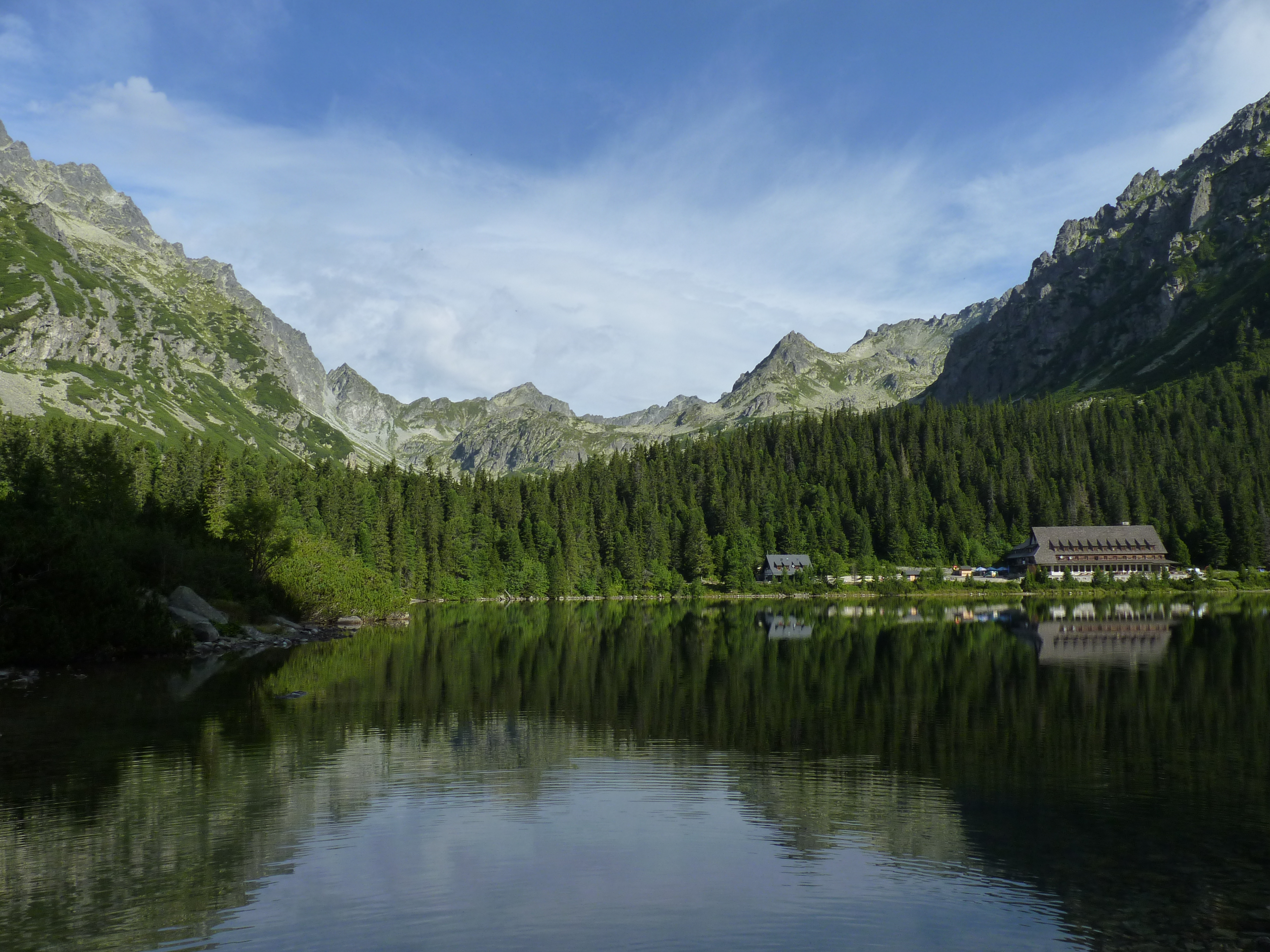
A Menguszfalvi-völgy a Poprádi-tó mellől

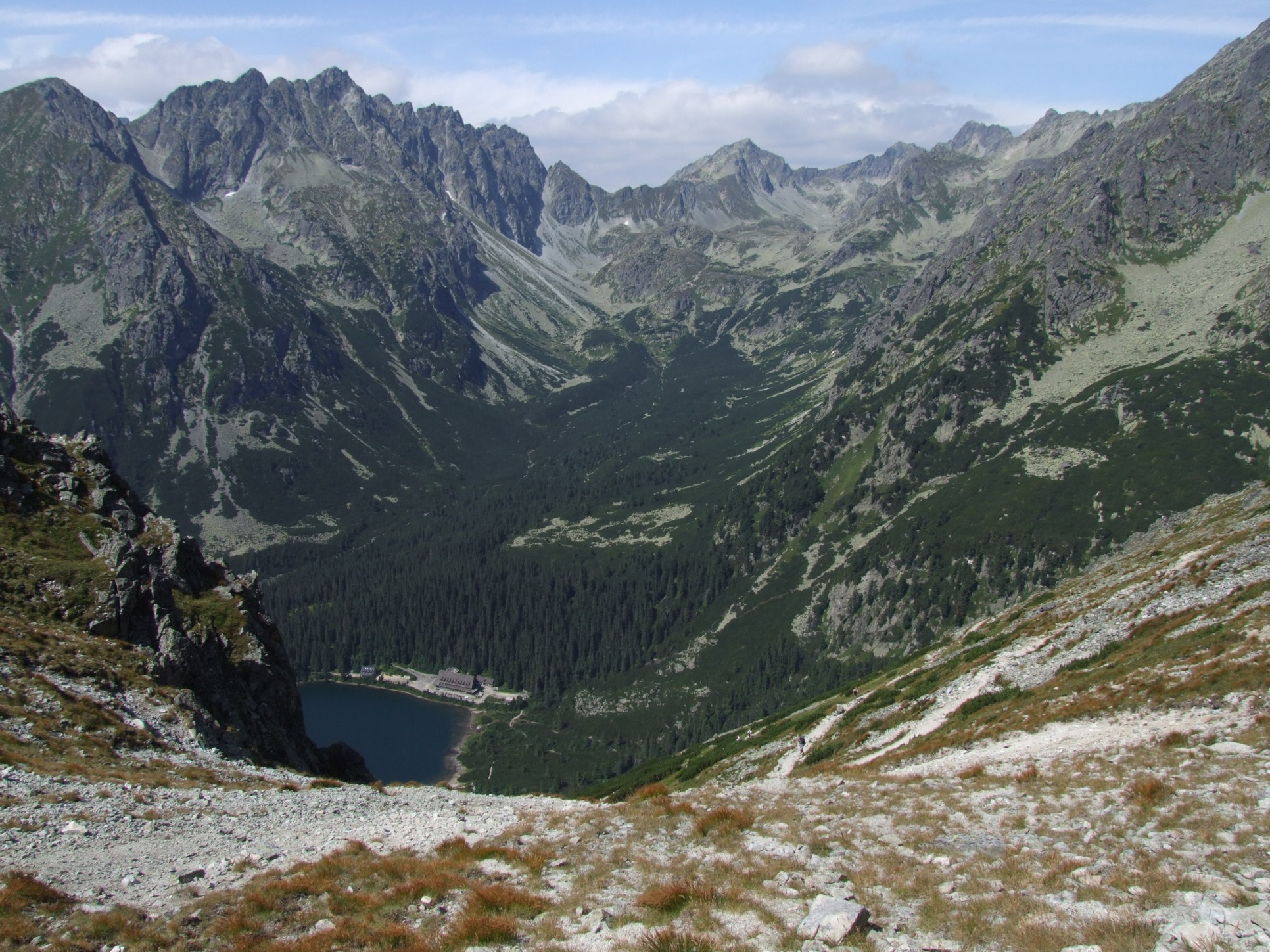
A Poprádi-tó és a Menguszfalvi-völgy felső, nyugati része

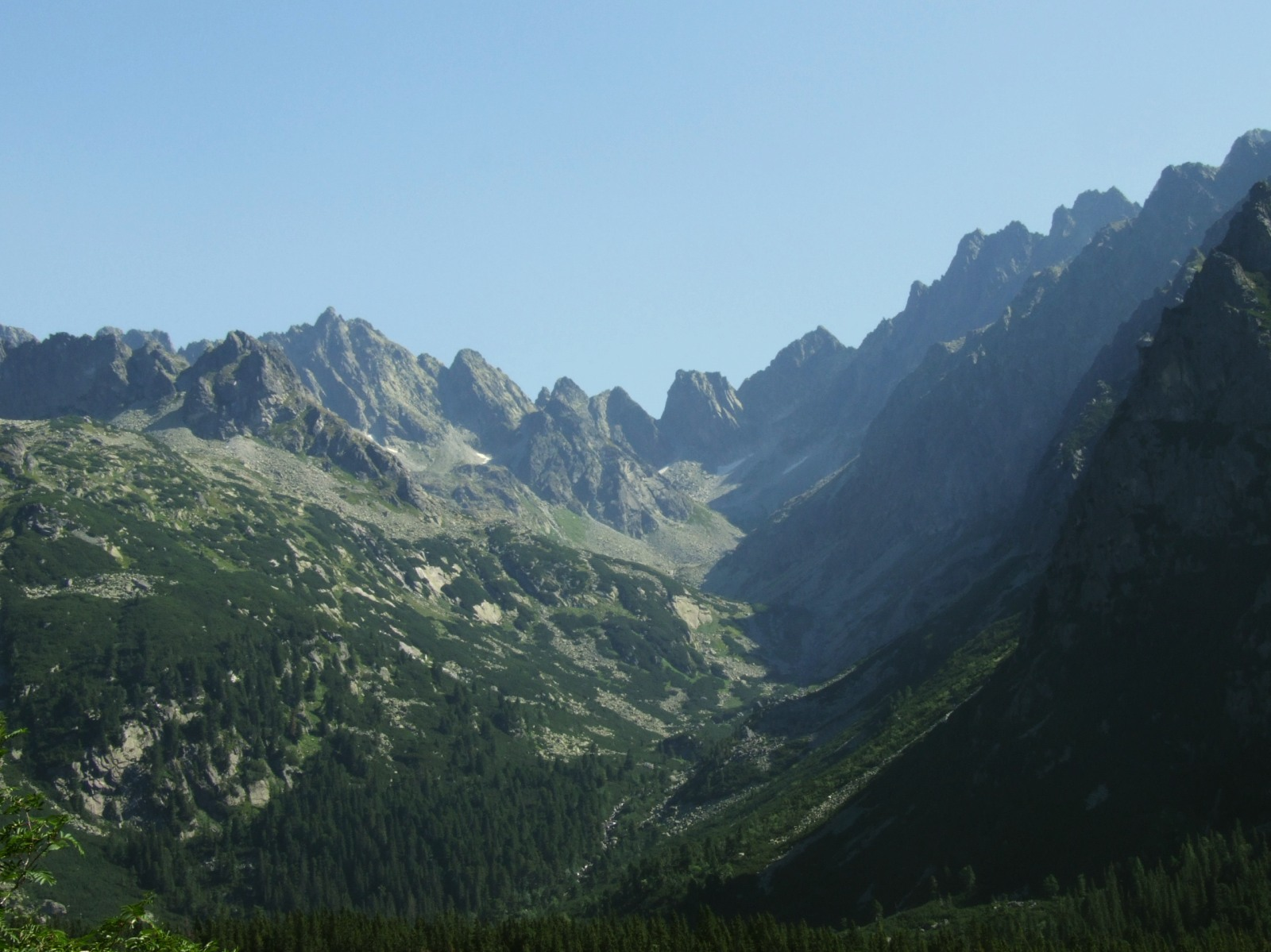
Az Omladék-völgy a Menguszfalvi-völgy felső részéből nyílik keleti irányban

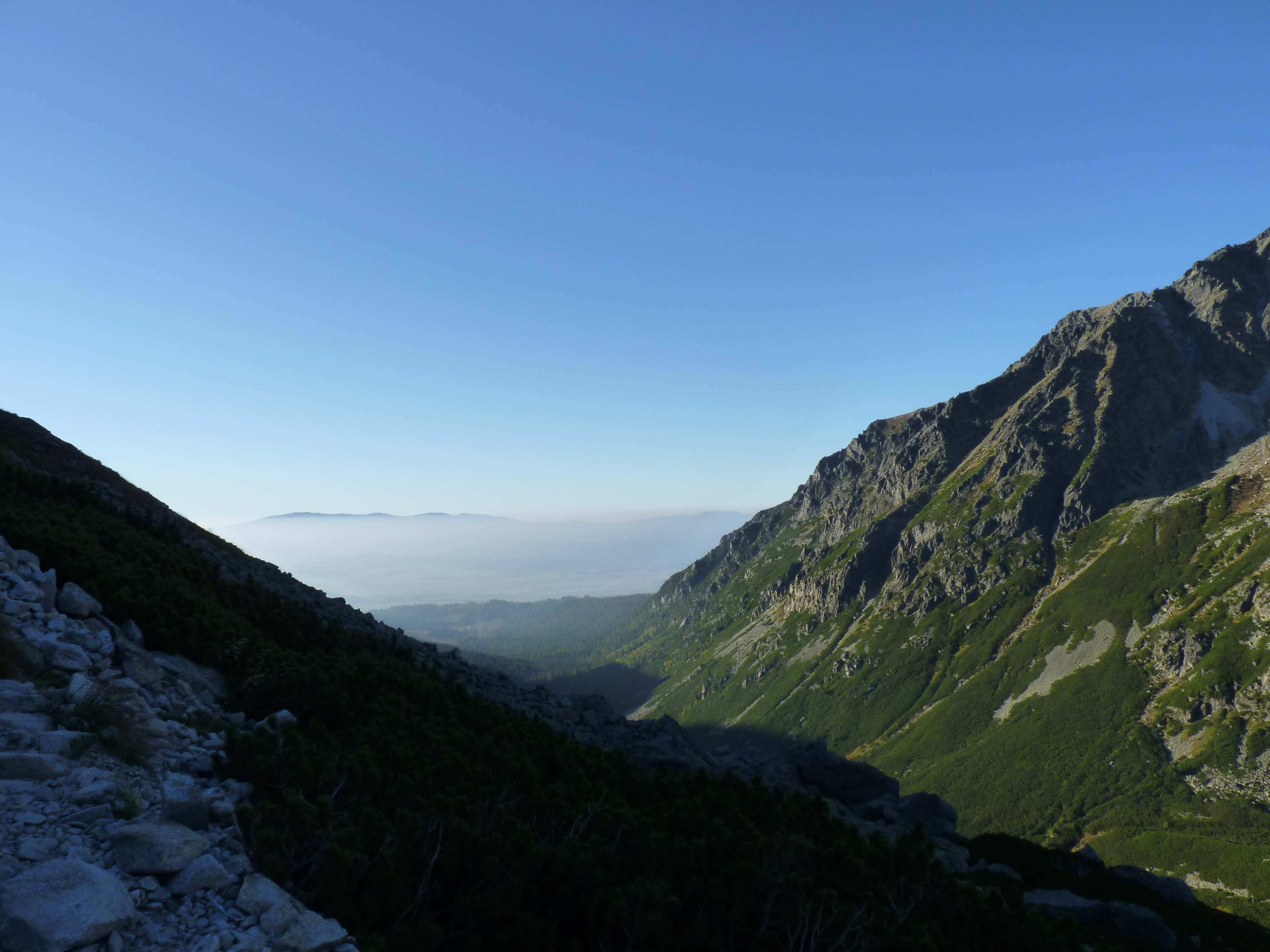
A völgy bejárata

Az egyik legnagyobb és legszebb tátrai völgy kb. 8 km hosszú, D felől  nyitott. Az Y alakú völgyet a Kopki D-i gerince (Poprádi-gerinc) két részre osztja: 
- a K-i ágra, ami Omladék-völgy nevet kapott, s melynek mellékvölgyei a Ruman-völgy, a Sárkány-tavi-katlan és a Sárkány-tavi-völgy;
- és a Ny-i részre, melynek zárlatánál a Békás-tavi-katlan, a Hunfalvy-völgy, a Hincó-tavi-katlan található.

K-ről a Koncsiszta-gerinc, É-ról a főgerinc, Ny-ról a Bástya-gerinc határolja.
A völgy főbb csúcsai: Koncsiszta, Márta-csúcs, Ruman-csúcs, Ganek, Tátra-csúcs, Tengerszem-csúcs, Békás-tavi-torony, Ökör-hát-torony, Menguszfalvi-csúcs, Csubrina, Hátsó-Bástya, Sátán, Pátria.
Az erdőhatárnál található a Poprádi-tó, partján egy hegyi szálló. A Hunfalvy-völgyben található a Tátrában legmagasabban fekvő menedékház, a Hunfalvy-hágó alatti menedékház.

## Szálláslehetőségek
A Poprádi-tónál áll a Štefan Morávkáról elnevezett Poprádi-tavi Hegyi Szálló. A Hunfalvy-hágó alatti menedékház, a szállás csak nyári idényben üzemel, május közepétől október végéig. A völgyben, a tátrai villamos Poprádi-tó megállójától a házig országút vezet. A völgyben számtalan bivak található.

## Megközelítés
Csorbai-tótól a Felső-turistaút (Magisztrálé) piros jelzésén 1 1/4 óra a Poprádi-tó, a villamosmegállótól szintén 1 1/4 óra a kék jelzés mentén. A Hunfalvy-völgyi házba a Poprádi-tótól előbb a kék, majd jobbra, a piros jelzésen 2 óra.

## Átmenet a szomszédos völgyekbe
- A Batizfalvi-völgybe és a Felkai-völgybe a Felső turistaúton, az Oszterva-nyergen keresztül 2 1/2 óra, illetve 3 1/2 óra.
- A Poduplaszki-völgybe: 1 1/2 óra az Omladék-völgyben, a Jeges-tóig, tovább 1 óra a Keleti-Vaskapu-hágóba, s a túloldalon havas folyosóban le a Kacsa-völgybe. A tóig, a kék jelzésig 1 1/2 óra az út. Onnan le a Karám-rétre (Pod Viszoka rétre), a hegymászótáborig 1/2 óra; Lysza Polanáig további 2 1/2 óre, Javorináig még 30 perc.
- A Hlinszka-völgybe és a Kapor-völgybe: A Poprádi-tótól a kék jelzésen a Felső-Kapor-hágóba (2 1/4 óra), majd le a Hlinszka-völgybe, s a Kapor-völgybe, a zöld út elágazásáig (1 3/4 óra). Tovább a kék jelzésen a Háromforrásig, vagy Podbanszkóig 2 1/2 óra az út.
- A Hunfalvy-völgyi házból 1/4 óra a piros jelzésen a Hunfalvy-hágó. A túloldalon le a Cseh-tavi-völgybe, majd a hegymászótáborig 1 1/2 óra. (Tovább mehetünk Lysza Polana és Javorina felé is). Figyelem! A Vadorzó-hágó zöld és a Tengerszem-csúcs piros jelzése kitűnő utat jelöl, de manapság az országhatárt rajtuk tilos átlépni!

A Poprádi-tó 1494 m magasan, a Menguszfalvi-völgybe torkolló Omladék-völgy végén található.
A menedékházat, turistaszállót, amely évekig Morávek kapitány nevét viselte, 1500 m magasan építették. Fontos turistabázis a tátrai főútvonalon (Magistrale). Jelenlegi neve Poprádi-tavi Hegyi Szálló. A mai épület egykori elődje, az első menedékház már 1879-ben itt állt, s építtetőjéről Majláth-menedékháznak nevezték el.
A Poprádi-tótól a Magas-Tátra e területének csodálatos szépségű zugaiba juthatunk el. Jelzett turistautak vezetnek a tó felett emelkedő Osztervára (Ostrva), a Hincó-tavakhoz (Hlincove plesá), a Békás-tavakhoz (Žlabie plesá) és a legmagasabban fekvő tátrai menedékházhoz, Hunfalvy-hágó alatti menedékház (Chata pod Rysmi). A Hincó-tavakhoz a Bástyák alatt vezet az ösvény. A legmagasabb csúcs neve Sátán. A szomszédos csúcsok és tűk neve is hangzatos: Elülső-Bástya (Predná Bašta), Pokol-torny (Pekelník), Ördög-torony (Diablovina), Hátulsó-Bástya (Zadná Bašta), Zerge-tornyok (Capie veže).
Utunk a fenséges Menguszfalvi-csúcsok (Mengusovské štíty) alatt végződik.
A Poprádi-tavat a Csorba-tótól vezető tanösvényen is elérhetjük. A menguszfalvi-völgy tanösvénye 8,5 km hosszú, és 600 méterrel magasabbra visz fel. A nagyközönség számára június 15-től október 31-ig járható. A tanösvény látnivalói: Szlovákia második legnagyobb tátrai tava, a Csorba-tó és a Magas-Tátra szlovák oldalának legnagyobb és legmélyebb tava, a Nagy-Hincó-tó (Velké Hincovo pleso), a jégárak alakította magashegyi domborzat az egész útvonalon, s az értékes védett törpe- és cirbolyafenyők.
Az Oszterva nyugati fala alatti cirbolyaligetben a Poprádi-tótól a sárga jelzésen, 5-10 percnyi kényelmes sétára található a Jelképes-temető. A nemes gondolat, hogy Tátra áldozatainak, akik főként hegymászók voltak, emléket állítsanak, Otakar Štáfl festőművésztől származik. A Szimbolikus temetőt 1940 augusztusában nyitották meg ünnepélyesen. Ezen a kegyeleti helyen ma már azoknak a tragikus szlovák hegymászóknak a nevét is megörökítik, akik a világ más magashegységeiben vesztették életüket.
Számos magyar emléktábla mutatja, hogy a Magas-Tátra kiemelt úti célja a hátizsákos turistáknak, hegymászóknak hazánkban, akik közül sajnos szintén sokan életüket vesztették.
A temető 2005-ben már belépőjegy ellenében látogatható, melyet a temető kápolnájában tartózkodó felügyelőnél kell megváltani.